# Naginata
- Övre vänster: Rustad krigarmunk med naginata, 1800-tal.
- Övre höger: Avbildning av naginatasving, 1800-tal.
- Övre vänster: Avbildning av Samuraj i kamp med Naginata.
- Övre vänster: Samuraj-gendarmeri under sen Edoperiod, rustade med ringbrynjeskjorta (kusari katabira) och naginata.

Naginata (japanska: 長刀, 薙刀, なぎなた) är benämningen på ett gammalt japanskt huggspjut bestående av en vass böjd svärdsklinga fäst på en lång stav i likhet med den europeiska glaven men med annan konstruktion. Jämte glaven har naginatan en motvikt i eftre änden och bladinfästning med tånge istället för holk.
Skaftet på vapnet är ovalt och brukar vara mellan 1,2 och 2,4 meter och bladet mellan 30 och 60 cm. Vapnet har en motvikt i ena änden "ishizuki" som kan användas för att stöta och slå med och har ibland en parerplåt "tsuba" mellan tånge och blad.

## Etymologi
Vapnet kallades ursprungligen för nagakatana (長刀) som betyder "långsvärd" eller "lång-eneggare" (jämför katana), men detta ändrades senare till naginata (薙刀) för att särskilja vapnet från längre traditionella svärd. Uttalet naginata (kanji: 薙鉈) betyder ungefär "mejningshuggare" (nata = "huggklinga, klyvklinga"), avseende de svepande rörelser som utmärker användandet av vapnet, men benämningen stavas som "mejningssvärd" (薙刀 = nagi-katana).
Stavningen なぎなた är fonetisk och används att beteckna den moderna sportformen "Naginata".

## Historik

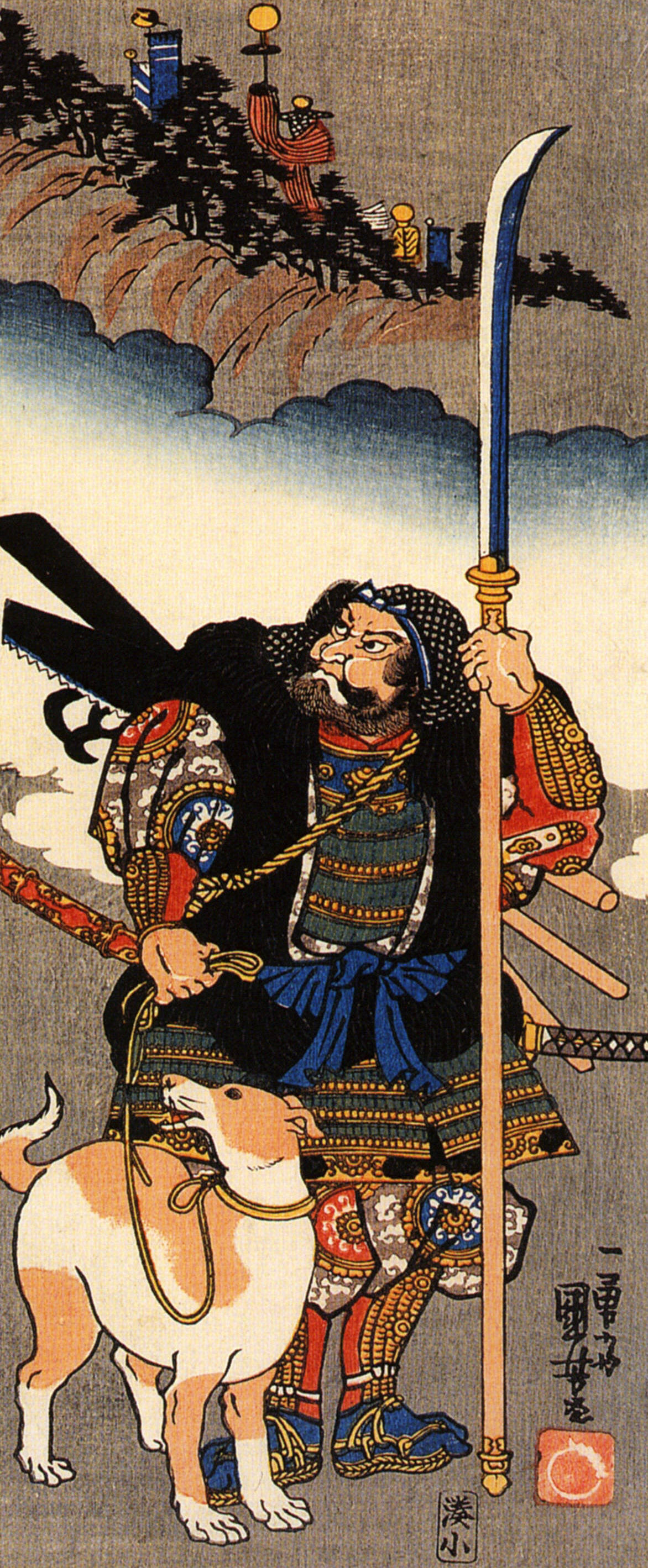
Samuraj med naginata på en tavelrulle (beskuren).

Naginata dyker först upp i litteraturen år 934 i en kinesisk-japansk ordbok. Man spekulerar om vapnet utvecklats ur teboku eller om man bara experimenterat med ett svärd fäst på ett avbrutet spjut för att bekämpa kavalleri. Vapnet var mycket populärt under tusentalet och användes av fotsoldater. Vid den här tiden blev vapnet kraftigare, bättre balanserat samt smitt som ett japanskt samurajsvärd katana. Med vapnet kunde man hugga en hästs ben från ett relativt säkert avstånd samt nedgöra en rustningsbeklädd fallen ryttare med bakdelen av vapnet.
Under 1400-talet blev bladen kortare men bredare och betydligt tyngre och blev ibland försedda med en tsuba. I och med introduktionen av musköter i Japan och på grund av att man började slåss i tätare formationer med svärd och spjut försvann i stort sett bruket av naginata på slagfältet under 1500-talet.
Den kände samurajen Miyamoto Musashi (ca 1584–1645) beskriver nagintan som ett svårt vapen att hantera.

## Kvinnor och naginata

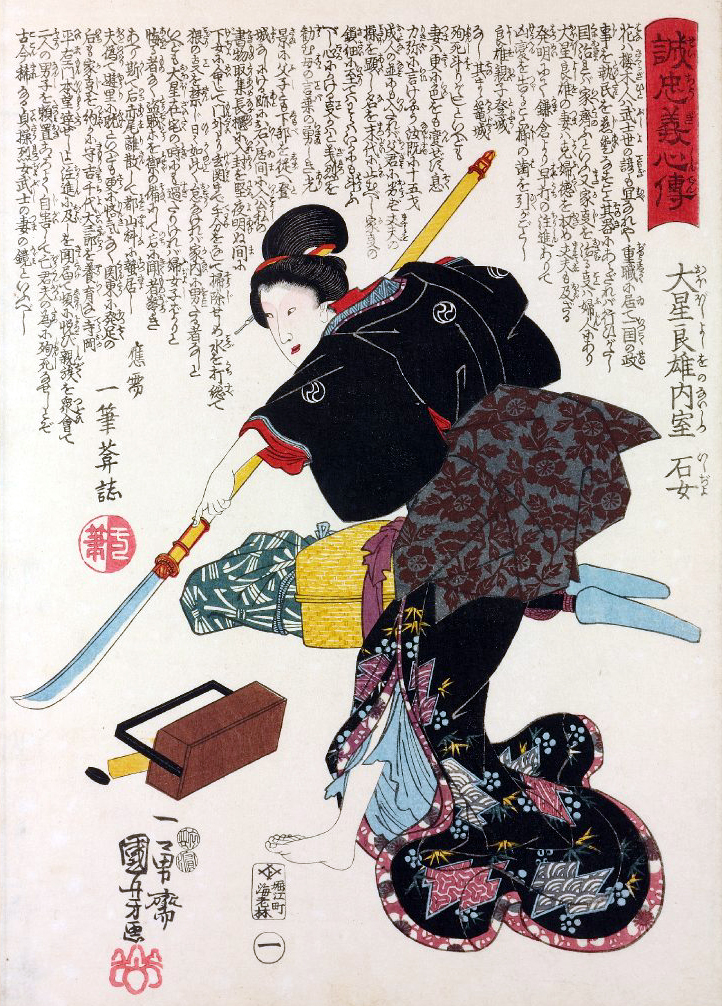
Onna Bugeisha Ishi-jo, Oboshi Yoshios hustru med naginata.

Bruket av naginata "naginatajutsu" dog inte helt ut utan ingick som en del av de stridskonster, så kallad Bugei Juhappan som en samuraj förväntades behärska. Kvinnor av Samuraj-kasten förväntades också kunna försvara sig även om de inte deltog på slagfältet och här ansågs naginatajutsu särskilt effektivt som försvar av hemmet. Vapnet har vissa övertag i duellerande mot svärd, i punktförsvar mot flera motståndare eller om motståndaren förlitar sig på fysisk styrka. När tiderna senare blev fredligare i Japan och samurajerna främst tränade för att återknyta till sin historia och för sin självutveckling fortsatte man lära ut naginatajutsu till kvinnor. Vapnet kom att bli något kortare och dekorationsmålas eftersom den ofta blev en bröllopsgåva. Speciella mycket korta naginata så kallade "onna-naginata" dök även upp. Mot slutet av samuraj-väldet när många arbetslösa samurajer var tvungna att försörja sig på att slåss med trävapen inför publik, så kallad "gekiken kogyo", blev det populärt att låta en kvinna beväpnad med kusari-gama eller naginata ställa upp mot en man med svärd. Oftast avgick kvinnan med segern.
När samuraj-eran var över 1868 systematiserades samurajernas stridskonster till idrotter tänkta att dana karaktären och stärka fysiken - så kallad gendai budo med Linggymnastiken som förebild. Naginatajutsu fortsatte att läras ut på flickskolor. I början brottades man med problemen att lära ut de komplicerade naginata-teknikerna en masse och bristen på dugliga instruktörer var uppenbar. I och med militariseringen av Japan ansåg man det dock vara viktigt att lära ut budo även till alla flickor och man började utarbeta så kallad "seitei naginata" - en av skolministeriet standardiserad och förenklad naginata. Fokus var även tävlingsinriktad fri fäktning mot annan naginata och inte som tidigare formträning mot svärd.

## Modern naginata

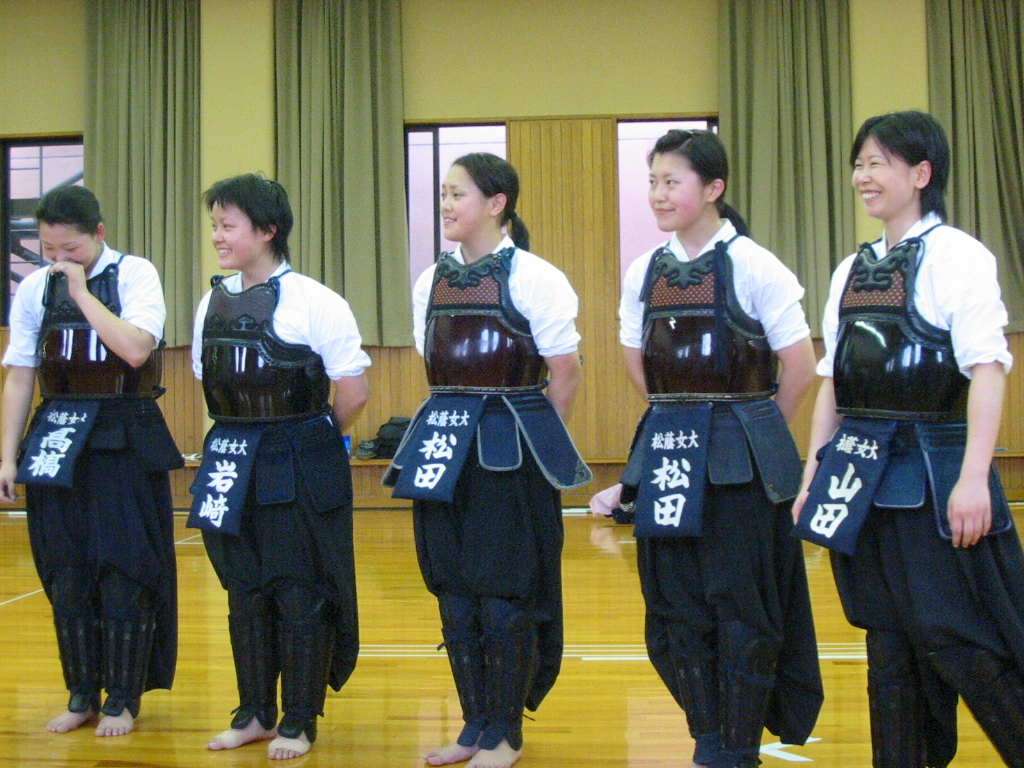
Studenter vid Kobe Shoin Kvinnouniversitet med modern rustning minus hjälm och handskar. Notera benskydd.

Den form av naginata som tränas idag är huvudsakligen Atarashii Naginata, så kallad "ny naginata". Den är baserad på den form av naginata som utvecklades under 1940-talet och som förbjöds i och med krigsslutet. För att betona avståndet från den militaristiska formen skrivs den moderna med hiragana なぎなた och man brukar inte använda ändelsen "-do". Vissa termer har även ändrats för att understryka den fredliga formen och man har gjort träningsvapnet lättare och minskat antalet träffområden. Träningen utförs i vit dräkt "keikogi" och vida svarta (eller mörkblå) byxor "hakama" och med en naginata med skaft i ek och blad av bambu. En naginata helt i ek används för avancerade former.
Liksom i andra budoformer använder man ett gradsystem inom naginata även om man inte tillämpar färgade bälten. Det finns sex elevgrader (6-1 kyu) och fem lärargrader (1-5 dan) och över detta tre mästargrader (shogo). Det finns även tre domargrader (3-1). När man har fjärde dan-graden tituleras man "sensei" och kan starta en egen dojo. Utanför Japan är man dock inte lika strikt med detta.
Det finns två tävlingsformer, den ena är "shiai", det vill säga fri fäktning mot en motståndare, och den andra är form "engi" när man tillsammans med en partner utför en form "shikake-ooji wasa" eller "kata". Shiai utförs alltid i rustning "bogu" som skyddar huvudet, halsen, bålen, händerna/handlederna, och smalbenen. I en shiai-tävling vinner den som först träffar motståndaren två gånger med rätt teknik, på rätt ställe och med rätt känsla. I engi tävlar man mot ett annat lag och domare avgör vem som utfört formen på bästa sätt. Det finns även en uppvisningsform kallad "rytmisk naginata" som utförs till musik. Naginata ingår tillsammans med kendo, judo, karate, kyudo, aikido, shorinjikempo, sumo och jukendo i det Japanska Budoförbundet. I Sverige organiseras naginatan av Svenska Kendoförbundet.
Utöver detta ingår naginataträning i gamla koryu-skolor, främst Tendo-ryu och Jikishinkage-ryu som båda specialiserat sig på detta vapen. Dessa har begränsad spridning utanför Japan men den förstnämnda tränas i liten utsträckning i Sverige.

## Naginata i Sverige

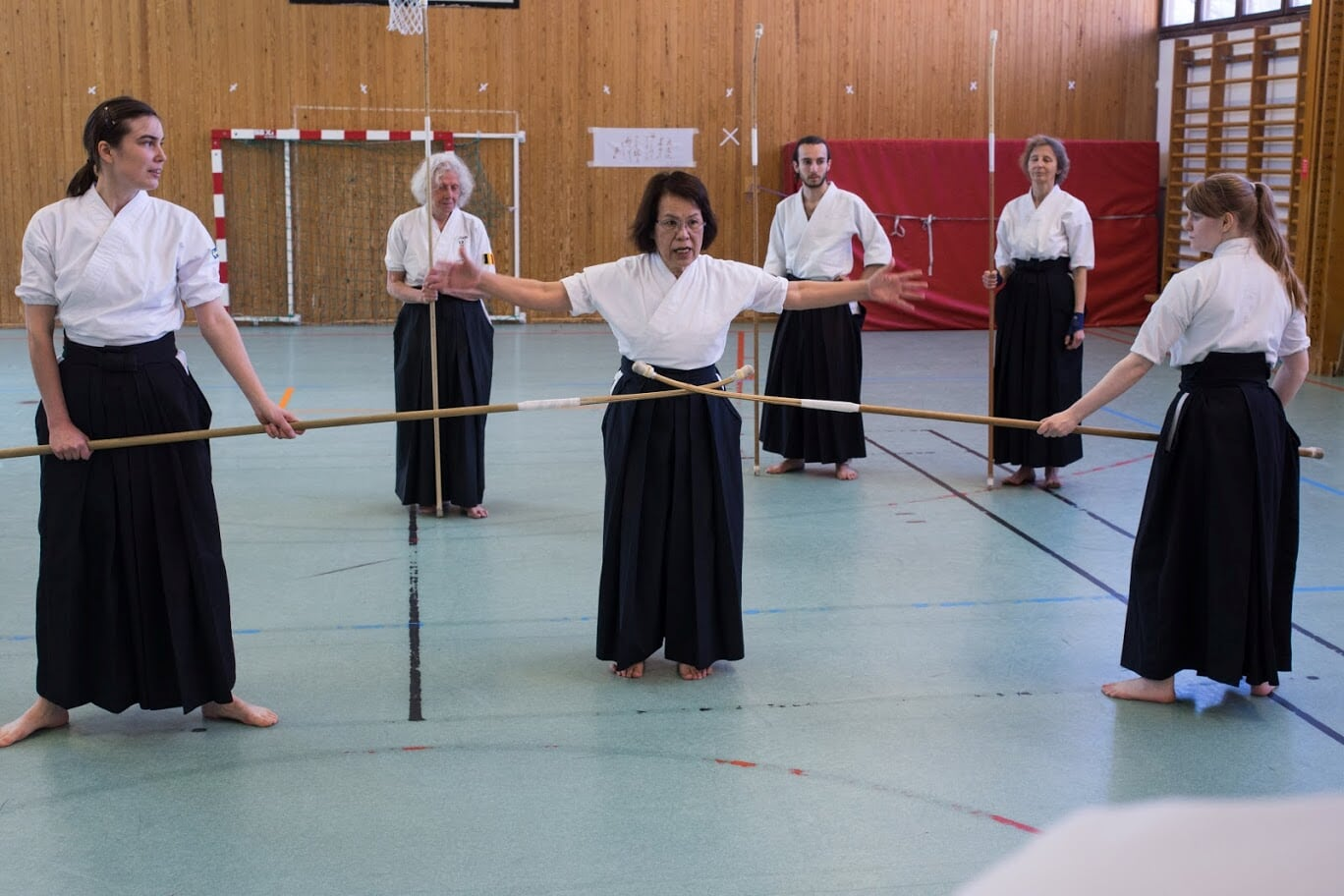
Bild från naginata-träning i Sverige.

Huggspjut har förekommit i Europa sedan forntiden. Vikingatida sagor och berättelser använder begreppet, fornnordiska: hǫggspjót. En sen form av huggspjut, glaven, fortsatte användas i sen tid. Glavens klinga var gentemot naginatan försedd med parerhake (klingfångare) men tekniker om hur den använts är bara bevarade i enkla texter. Även stridsliar har förekommit i tidigmodern tid.
Naginata tränades informellt första gången 1979 i Sverige i samband med ett kendoläger under ledning av Roald och Pat Knutsen. Rent formellt infördes Atarashii Naginata i Sverige av Gunilla Hansson 1989 och 2005 fick sporten SM-status av Riksidrottsförbundet. Det arrangeras europeiska mästerskap vartannat år och världsmästerskap vart fjärde år. I EM tog Sverige silvermedalj 2008, samt brons 2014 och 2016. På VM har Sverige fjärdeplatser från VM i Bryssel 2007, VM i Himeji 2011 och VM i  Montreal 2015. Två personer i Sverige har lärargraden 5:e dan (godan). 2022 valdes svenska Kirsi Höglund till president i den Europeiska Naginata-federationen ENF.
2014 gav Tendo-ryus soke (stilöverhuvud) tillstånd att lära ut Tendo-ryu naginatajutsu i Sverige.
I Sverige krävs som enda land i världen tillstånd för att arrangera tävlings-, tränings- eller uppvisningsmatch.

### Svenska mästare (shiai)
- 2005, Mikael Sandqvist, Skellefteå
- 2006, Johan Östman, Uppsala
- 2007, Johan Östman, Uppsala
- 2008, Adam Laurila, Uppsala
- 2009, Adam Laurila, Uppsala
- 2010, Erik Klinthage, Uppsala
- 2011, Gitta Wilén, Stockholm
- 2014, Elin Sandqvist, Uppsala
- 2015, Philip Mattsson, Uppsala
- 2016, Elin Sandqvist, Uppsala
- 2017, Sophia Judkins, Uppsala
- 2018, Philip Mattsson, Uppsala
- 2019, Philip Mattsson, Uppsala
- 2022, Sophia Judkins, Uppsala
- 2023, Sophia Judkins, Uppsala

## I populärkultur
I tv-spelet Soul Calibur använder karaktären Seung Mina naginata.